# Olivier Brunel
Olivier Brunel of Bruyneel (ca. 1552 – 1585) was een zeevarende ontdekkingsreiziger, mogelijk afkomstig uit Leuven. Hij was een pionier in de handel met Rusland en probeerde tevergeefs de Noordoostelijke Doorvaart boven Siberië naar China te vinden.
De handel op Rusland werd tot het midden van de 16e eeuw gecontroleerd door de Russische Hanzesteden Narva, Riga, Reval en Novgorod. Om aan deze greep te ontkomen werden door de Engelsen, zoals Richard Chancellor, en door de Nederlanders, zoals Philips Winterkoning en Olivier Brunel pogingen ondernomen om via de Noordkaap nieuwe handelscontacten te zoeken.

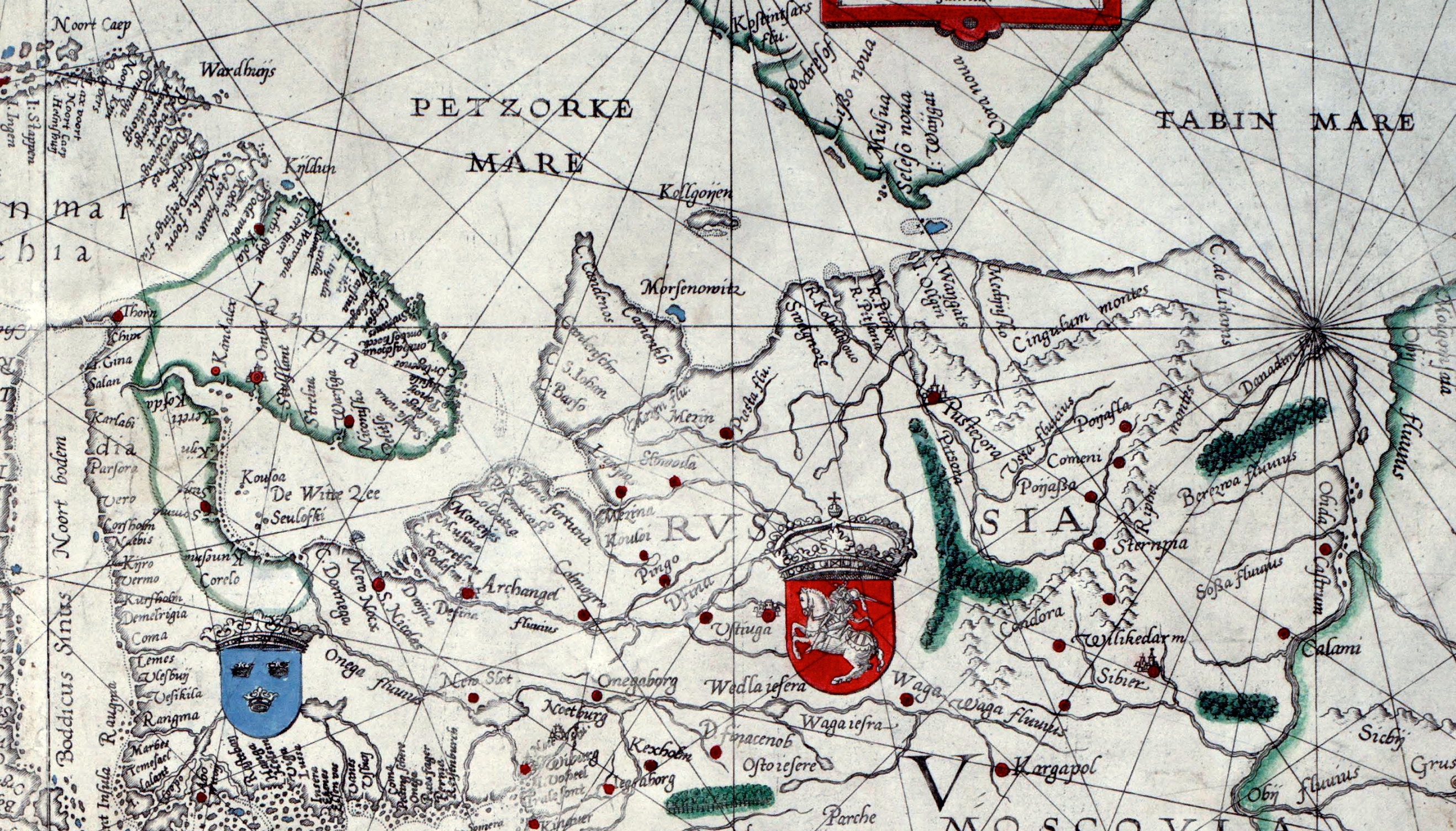
Het gebied dat door Brunel werd bereisd. Links in Lappia het gehucht Kola. Daaronder de Witte Zee met Colmogory aan de Dvina (Defina Fluvius). Uiterst rechts de Ob (Obij Fluvius), die hij via land zou hebben bereikt. In het midden tussen het vasteland en de landmassa, dat later een eiland (Vajgatsj) zou blijken te zijn, bevindt zich straat Waygats, die hij gedurende zijn laatste reis in 1584/85 waarschijnlijk niet heeft kunnen passeren. (Detail uit een kaart van Lucas Janszoon Waghenaer uit 1589.)

Op 16-jarige leeftijd voer Olivier Brunel naar Kola om er de Russische taal te leren. Hij ging vervolgens op een Russisch schip van Kola naar Cholmogori. Hij vestigde zich aan de monding van de Dvina, waar de Engelsen al een handelspost hadden. De Engelsen hadden van de tsaar het monopolie op de handel, en op Engelse beschuldigingen van spionage werd Brunel gearresteerd en bleef hij een aantal jaren in gevangenschap in Moskou, totdat de broers Stroganov, bonthandelaren, hem in 1570 vrij kochten. Hij trad bij hen in dienst, en nam deel aan verschillende handelsreizen door het noorden van Rusland. Hij kwam daardoor zo ver oostelijk als de Ob, en mogelijk kwam hij ook in Kazan en Astrachan op de route naar Perzië.
In 1576 vertrok Brunel met de twee Russen Eremij en Iwan Gavrilovitsj van Kola naar Dordrecht om zaken te doen. In 1577 reisde Brunel weer naar Kola in dienst van Jan van de Walle, broer van Jacques van de Walle van het gelijknamige Antwerpse handelshuis.
In 1579 was Brunel opnieuw in de Lage Landen en vertrok hetzelfde jaar weer in dienst van het koopmanshuis Jacques van de Walle naar Rusland. Waarschijnlijk is hij tot 1581 in Rusland gebleven.
Olivier Brunel overtuigde de broers Stroganov ervan om een expeditie te bekostigen om een route naar het mythische land Cathay te zoeken. In 1581 werd hij door de broers naar Antwerpen gestuurd om zeelui te werven voor de expeditie. In Antwerpen ontmoette Brunel Balthazar de Moucheron, die zich voor de handel met Rusland liet interesseren. Brunel voerde eerst in opdracht van De Moucheron een vergeefse zoektocht naar Groenland uit, het land dat in de 13e eeuw nog een Vikingkolonie was, maar waarvan 300 jaar later niemand nog wist waar het precies lag. Op 13 maart 1584 vertrok Brunel vanuit Enkhuizen naar Rusland met het schip Den Draeck om een door Balthazar de Moucheron gefinancierde reis te maken waarin hij de zuidkust van Nova Zembla, de straat Waygats en de Russische kust verkende. Pakijs verhinderde hem verder naar het oosten te reizen. Het is niet met zekerheid bekend hoe ver hij is gekomen, en waarschijnlijk is hij gedurende het tweede deel van de reis in 1585 verdronken in de Petsjora-delta.